# Una historia del mundo en 10 capítulos y medio
Una historia del mundo en 10 capítulos y medio (Título original: History of the World in 10½ Chapters) es una novela de Julian Barnes publicada en 1989. Es una colección de cuentos diferentes que empiezan en el arca de Noé y terminan en el paraíso. Sin embargo, estos tienen algunos puntos de conexión sutiles. La mayoría son ficticios, pero situados en un contexto histórico.

## Capítulos[4]

#### Capítulo I
El Capítulo 1, El polizón, es un relato alternativo de la historia del arca de Noé desde el punto de vista de los gusanos de madera, que al no haber sido permitidos a bordo viajaron como polizones.

#### Capítulo II
El Capítulo 2, Los visitantes, describe el secuestro de un crucero, similar al incidente de 1985 del Achille Lauro.

#### Capítulo III
El Capítulo 3, Las guerras de religión, informa sobre un juicio contra los gusanos de madera en una iglesia, que habían causado que un edificio se volviera inestable.

#### Capítulo IV
El Capítulo 4, El superviviente, se desarrolla en un mundo en el que el desastre de Chernobil fue "el primer gran accidente". Los periodistas informan que el mundo está al borde de la guerra nuclear. El protagonista escapa en barco para evitar la supuesta inevitabilidad de un holocausto nuclear.

#### Capítulo V
El capítulo 5, Naufragio, es un análisis de la pintura de Théodore Géricault, La balsa de la medusa. La primera mitad narra los eventos históricos del naufragio y la supervivencia de los miembros de la tripulación. La segunda mitad del capítulo analiza la pintura misma. 

#### Capítulo VI
El capítulo 6, La montaña, describe el viaje de una mujer religiosa a un monasterio donde quiere interceder por su padre muerto.

#### Capítulo VII
El Capítulo 7, Tres historias simples, retrata a un sobreviviente del RMS Titanic que había participado de la historia bíblica de Jonás y la ballena y viajado a bordo del MS St. Louis con los refugiados judíos a quienes en 1939 se les impidió aterrizar en los Estados Unidos y otros países.

#### Capítulo VIII
El Capítulo 8, ¡Upstream!, consiste en las cartas de un actor que viaja a una jungla remota para un proyecto cinematográfico, descrito como similar a The Mission (1986). Sus cartas se vuelven más filosóficas y complicadas a medida que lidia con las situaciones de vida, las personalidades de sus coprotagonistas y el director, y las peculiaridades de la población indígena, llegando a su punto culminante cuando su colega se ahoga en un accidente con una balsa.

#### Paréntesis
El medio capítulo al que hace referencia el título del libro, Paréntesis, se inserta entre los capítulos 8 y 9. Tiene un estilo diferente al de los otros capítulos, que son cuentos; aquí un narrador se dirige a sus lectores y ofrece una discusión filosófica sobre el amor. El narrador se llama "Julian Barnes", pero, como él mismo dice, el lector no puede estar seguro de que las opiniones del narrador sean las del autor.

#### Capítulo IX
El Capítulo 9, Proyecto Ararat, cuenta la historia del astronauta ficticio Spike Tiggler, que está basado en el astronauta James Irwin. Tiggler lanza una expedición para recuperar lo que queda del Arca de Noé. Hay una superposición con el Capítulo 6, "La montaña".

#### Capítulo X
El capítulo 10, El sueño, retrata el cielo nuevo al que hace referencia el Apocalipsis.